# Claude Leclercq
Claude Leclercq (16 octobre 1914, Lens - 6 juillet 1978, Paris), est un industriel et homme politique français.

## Biographie
Élève au lycée Saint-Louis et à l'École polytechnique, il devient ingénieur de l'artillerie navale, puis au bureau d'études de Citroën.
Conseiller technique, puis chef de cabinet du ministre André Morice, il est secrétaire général du Conseil supérieur des transports de 1952 à 1956.
Il est élu député de la Seine en 1956. À l'Assemblée, il devient secrétaire de la Commission du travail et de la sécurité sociale en 1956 et vice-président de la Commission des moyens de communication et du tourisme en 1957. Il est nommé membre de la Haute-Commission de l'organisation commune des régions sahariennes en 1957.
Il est membre du bureau national du Parti radical de 1959 à 1961, président de la commission des affaires culturelles, de la fédération radicale de Paris en 1966 et membre du comité directeur du Parti radical de 1966 à 1968